# BallinStadt
Die Ballinstadt, Eigenschreibweise „BallinStadt – das Auswanderermuseum Hamburg“, ist ein 2007 eingeweihtes Auswanderungsmuseum in Hamburg-Veddel, das am Ort der früheren Auswandererhallen errichtet wurde. Es entstand über 100 Jahre nachdem der Hapag-Reeder Albert Ballin die ersten Auswandererhallen 1901 hatte errichten lassen. In drei originalgetreu rekonstruierten Gebäuden thematisiert die BallinStadt die Auswanderung über Hamburg sowie Migrationsbewegungen vom 16. Jahrhundert bis in die Gegenwart.

## Geschichte

Auswandererlager der Hapag auf der Veddel, Hamburg 1907

Zwischen 1850 und 1939 war Hamburg das „Tor zur Welt“ für über fünf Millionen europäische Auswanderer, die auf der Flucht vor politischer und religiöser Verfolgung waren oder einfach um einem Leben in Armut und Hunger zu entgehen, über Hamburg die „Alte Welt“ verließen. 1901 ließ der Generaldirektor der Hapag, Albert Ballin, auf der Elbinsel Veddel Massenunterkünfte für tausende Auswanderer errichten, die aus ganz Europa jede Woche in der Stadt ankamen.
Ballin hatte von seinem Vater eine Agentur für Auswanderer, Morris&Co., übernommen, die auf den Frachtschiffen der Carr-Linie Auswanderer über England nach Amerika beförderte. 1886 wurde Albert Ballin von der HAPAG als Leiter der Passageabteilung engagiert und mit der Verantwortung für das Auswanderungsgeschäft beauftragt. Die Tatsache, dass Hamburg Deutschlands führender Auswanderungshafen wurde, ist vor allem Ballins Ausbau eines Netzes von Auswanderungsagenten und -niederlassungen zu verdanken, die sich auf Auswanderer aus Ost- und Südosteuropa spezialisiert hatten. 1891 verließen erstmals mehr Auswanderer Deutschland über Hamburg als über Bremen.

## Auswandererhallen

### Auswandererbaracken am Amerikakai
Die HAPAG, die Auswanderer, deren Einreise in die USA abgelehnt wurde, auf eigene Kosten zurückbringen musste, bot an, in Hamburg Unterkünfte einzurichten. Dies ermöglichte es, die Auswanderer vor ihrer Abfahrt zu überprüfen und sie 14 Tage in Quarantäne zu legen. Die „Auswandererbaracken“ am Amerikakai des Hamburger Hafens wurden am 20. Juli 1892 eröffnet und rund 1400 Leute wurden hier in – selbst für diese Zeit – sehr notdürftigen Unterkünften einquartiert. Alle ankommenden Auswanderer, die eine Schiffspassage im Zwischendeck hatten, mussten dort wohnen. Den anderen war es erlaubt, wie zuvor in der Stadt zu bleiben.

### Umzug auf die Veddel

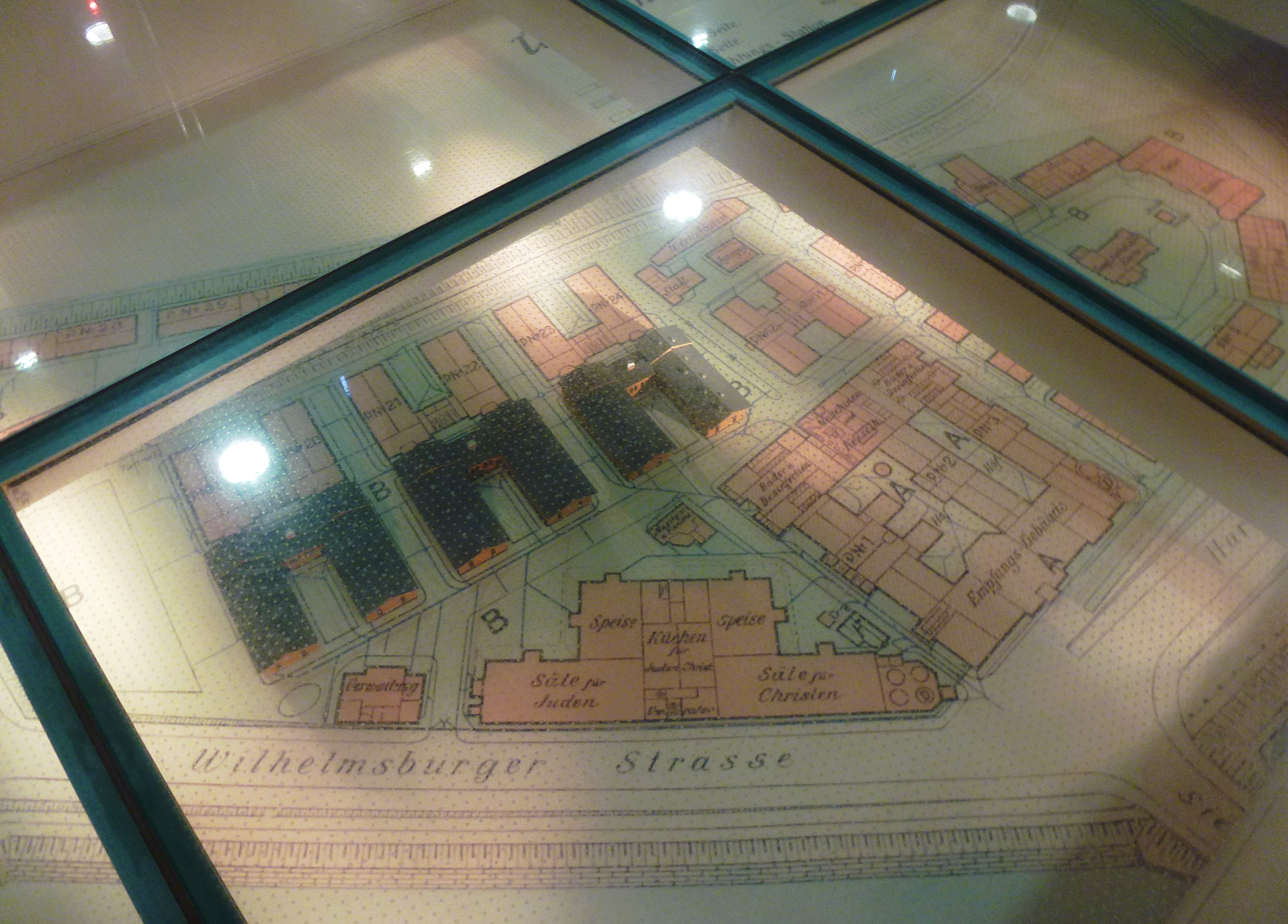
Plan der ursprünglichen Anlage unter dem Glasboden der Eingangshalle.

1898 benötigte Hamburg den Grund, auf dem die Auswandererbaracken standen, zur Hafenerweiterung und bot als Alternative die Veddel an. Hier eröffnete die HAPAG 1901 die „Auswandererhallen“. Durch diese speziell gebauten Baracken, die einen eigenen Eisenbahnanschluss hatten, konnte die Welle der Emigranten – meist aus osteuropäischen Ländern – um die Stadt herum geleitet werden. Die neue Anlage bot in 15 Gebäuden Platz für 1200 Personen. Es gab fünf Schlaf- und Wohnpavillons, zwei bequemere Unterkünfte („Hotel Nord“ und „Hotel Süd“), eine große Speisehalle, Wasch- und Sanitäreinrichtungen in jedem Schlafpavillon, eine Synagoge und eine Kirche für die beiden christlichen Konfessionen sowie ein Verwaltungsgebäude. Darüber hinaus gab es einen Musikpavillon, in dem Konzerte stattfanden, ein Lazarett, Gepäckschuppen und einen Stall. 1905 wurden in der Nähe weitere acht Baracken errichtet.
Anfang des 20. Jahrhunderts stieg die Zahl der Auswanderer über Hamburg so stark, dass die Anlagen 1906/07 durch zusätzliche 18 Unterkünfte, einen Block mit getrennten Küchen und Speiseräumen für Juden und Christen sowie ein großes Empfangsgebäude erweitert wurden. Am Ende dieser zweiten Entwicklungsphase bestanden die Auswandererhallen aus 30 Gebäuden auf 12,4 Morgen Land. 1913 wurde die Höchstmarke von über 170 000 Emigranten erreicht. Hamburg war Deutschlands größter Auswanderungshafen geworden. Zwischen 1891 und 1914 verließen fast 1,9 Millionen Menschen Europa über den Hafen an der Elbe – die überwiegende Mehrheit in die USA, das Hauptziel europäischer Auswanderer der Jahrhundertwende.
Mit Ausbruch des Ersten Weltkrieges wurden diese Quartiere von der deutschen Kriegsmarine in ein Lazarett umgewandelt. Nach dem Krieg begannen Emigranten wieder, über die Hamburger Auswandererhallen auszuwandern, doch betrug deren Zahl nur einen Bruchteil derer, die in der ersten Dekade des 20. Jahrhunderts über die Stadt ausgereist waren. Zwischen 1918 und 1954 wurden „nur noch“ um die 300 000 Auswanderer in Hamburg registriert.

### Stadt Hamburg wird Eigentümerin
1934 übergab die HAPAG die Auswanderungshallen der Stadt Hamburg. Im April 1934 bezog die Waffen-SS zwei Drittel des „Überseeheims“, und am 1. November 1934 übernahm sie den gesamten Komplex. 1939 wurden viele der ehemaligen „Auswandererhallen“ abgerissen, um Platz für die Hamburger Straßenbahn zu machen; das Hauptgebäude wurde ein Opfer des Baus der vierspurigen Wilhelmsburger Reichsstraße, die Hamburg mit Harburg verbindet. Nach dem Zweiten Weltkrieg wurden die Gebäude ein Zuhause für ausgebombte Hamburger Familien. Später nutzte eine Reihe von Kleinbetrieben die Gebäude.
1962/63 wurde das Kirchengebäude zusammen mit den Schlafbaracken abgerissen. Die einzige verbliebene Halle beherbergte zuletzt ein portugiesisches Restaurant und wurde im Frühsommer 2004 ebenfalls abgerissen.

## Heutiges Museum

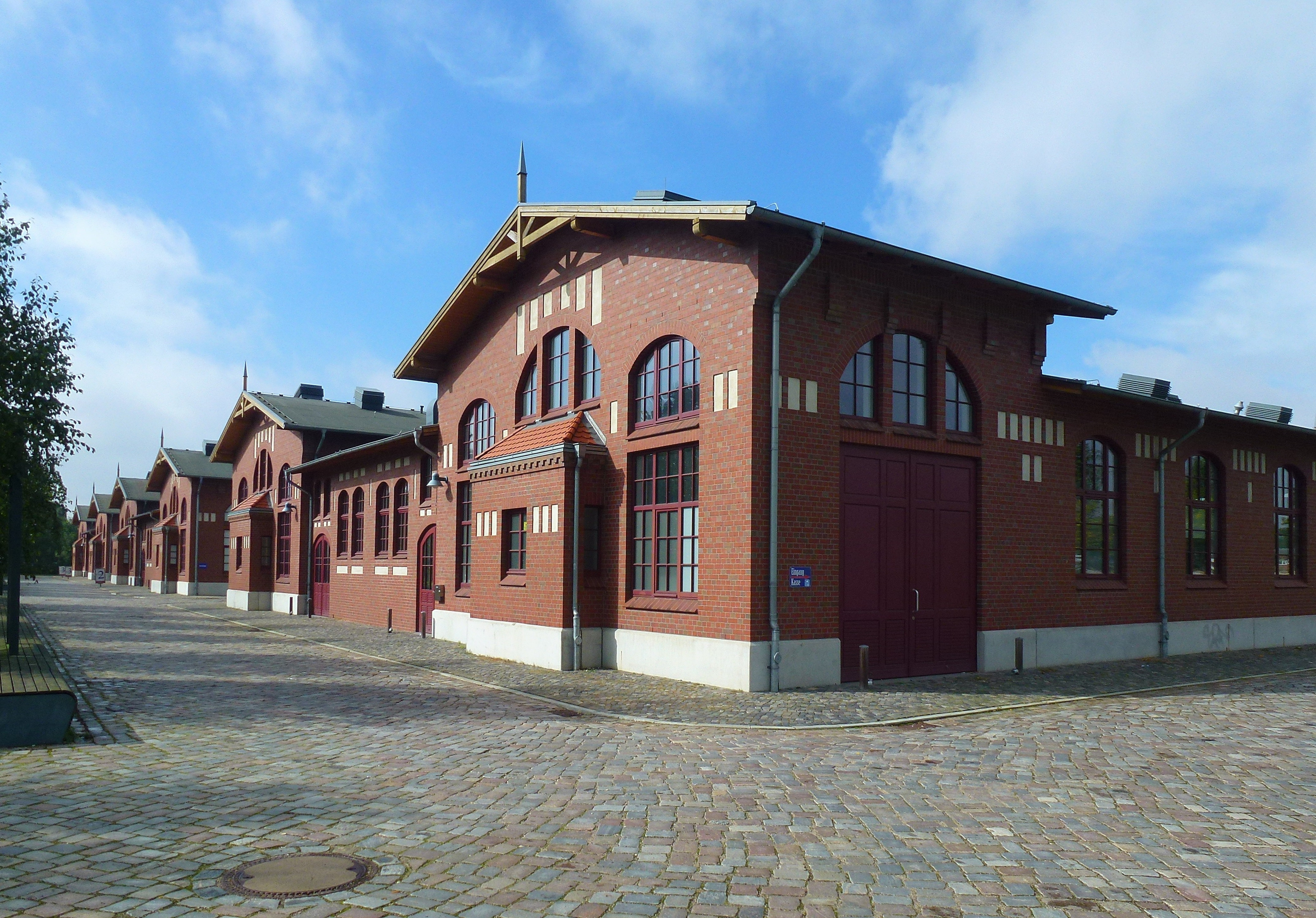
Auswandererhalle

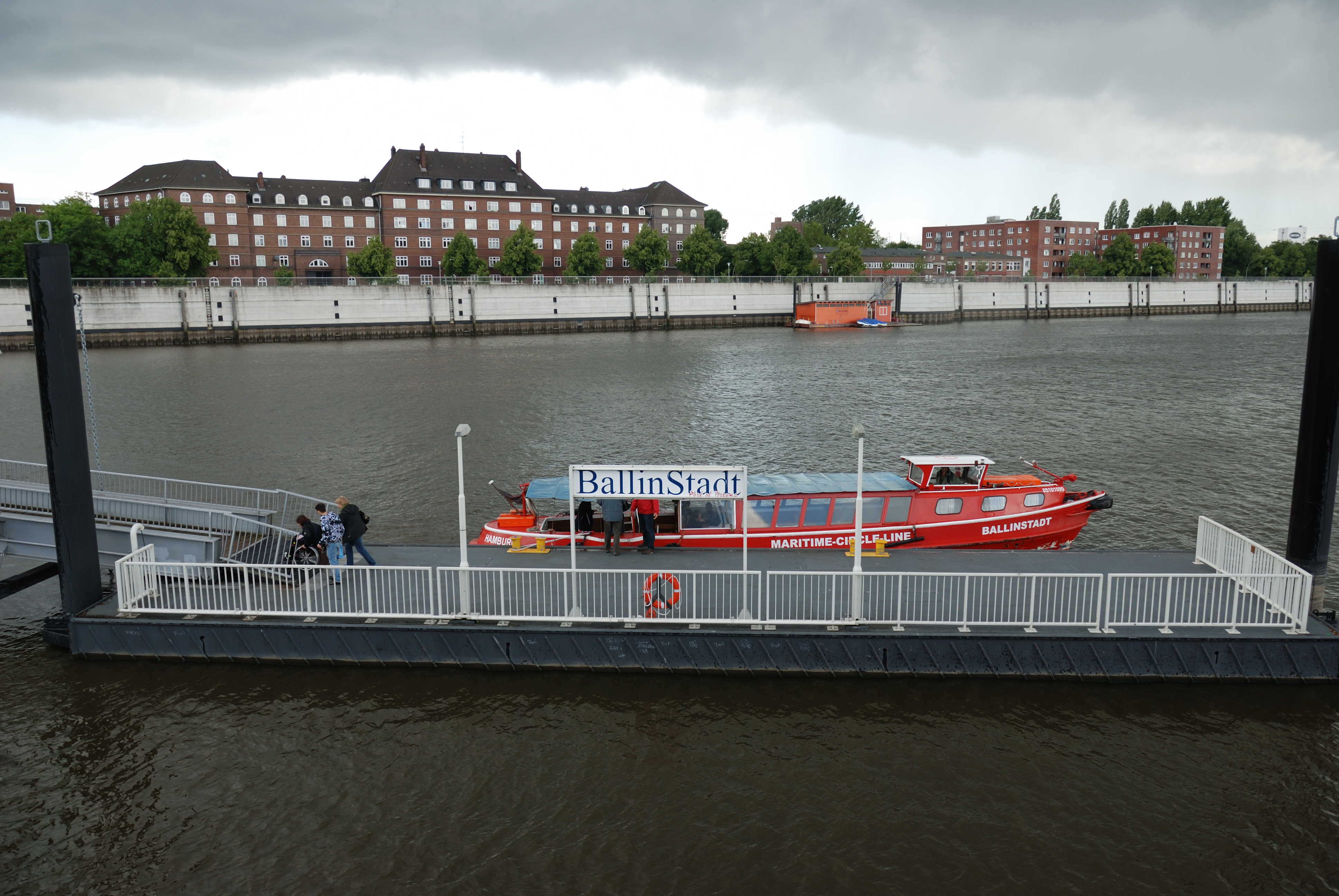
Anleger BallinStadt der Maritime Circle Line

Im Juli 2007 eröffnete die BallinStadt als Museum unter dem Motto Port of Dreams – Auswandererwelt Hamburg. Im April und Mai 2016 wurde das Museum umgebaut und auf eine Fläche von 2.500 m² erweitert. Die Wiederöffnung fand am 14. Mai 2016 statt mit neuem Logo und neuem Namen.  Das Auswanderermuseum BallinStadt zeigt nun die Ein- und Auswanderergeschichte vom 16. Jahrhundert bis heute exemplarisch anhand von vier Epochen.
Der aus drei Häusern bestehende Komplex ist ein Gemeinschaftsprojekt der Freien und Hansestadt Hamburg und der Leisure Work Group GmbH. Die Stadt Hamburg hatte den Bau der Auswandererwelt BallinStadt im Dezember 2004 beschlossen, basierend auf einem von der Stiftung Hamburg Maritim entwickelten Gesamtkonzept. Der Grundstein wurde im Dezember 2005 gelegt. Die Finanzierung des Projekts erfolgt als sogenannte Public Private Partnership zwischen der Stadt Hamburg und Sponsoren, die die Stiftung Hamburg Maritim beigebracht hat. Verantwortlich für den Betrieb ist die Betriebsgesellschaft BallinStadt mbH, zuständig für die Gesamtprojektleitung ist das Museum der Arbeit. Eine ergänzende Dauerausstellung über das Thema „Hamburg als Auswandererstadt“ ist parallel im Museum für Hamburgische Geschichte eingerichtet.
Bis März 2016 zeigte das Museum die Geschichte der über 5 Millionen Auswanderer, die von Hamburg zwischen 1850 und 1939 ihre Heimat verließen und die riskante Überfahrt in die Neue Welt wagten, um sich ein besseres Leben zu ermöglichen. Mit Verlängerung des Betreibervertrages bis 2027 zwischen der Stadt Hamburg und der Betriebsgesellschaft BallinStadt wurde im April/Mai 2016 auch die Hauptausstellung in Haus 2 und der historische Teil des Museums um die Ein- und Auswanderungsgeschichte über vier Epochen („Neue Ufer“ (16.–19. Jhd.), „Das lange 19. Jahrhundert“, „Die großen Kriege des 20. Jahrhunderts“ und „Welt im Wandel“ (nach 1945)) hinweg erweitert. Der Familienforschungsbereich und das Restaurant (mit Shop) in Haus 3 sind erhalten geblieben und wurden modernisiert. Für den Besuch im Museum sollte man mehrere Stunden einplanen.
Das Museum kann auch über einen eigens eingerichteten Schiffsanleger erreicht werden. Ihn laufen Barkassen der Maritime Circle Line an, die verschiedene Besucherattraktionen des Hafens untereinander verbindet.
Ende 2009 geriet die BallinStadt in die Kritik, da die Besucherzahl hinter den Erwartungen zurückblieb. So kamen 2009 lediglich 94 000 Besucher in das Museum. Gerechnet hatte man mit 150 000 Besuchern pro Jahr. Als Reaktion wurde der Freundeskreis der Auswandererstadt BallinStadt e. V. gegründet, um weitere finanzielle Unterstützung für das Museum zu ermöglichen.
Seit Januar 2010 ist es den unmittelbaren Anwohnern möglich, zu ermäßigtem Preis das Museum zu besuchen.

## Bilder, Ausstellung

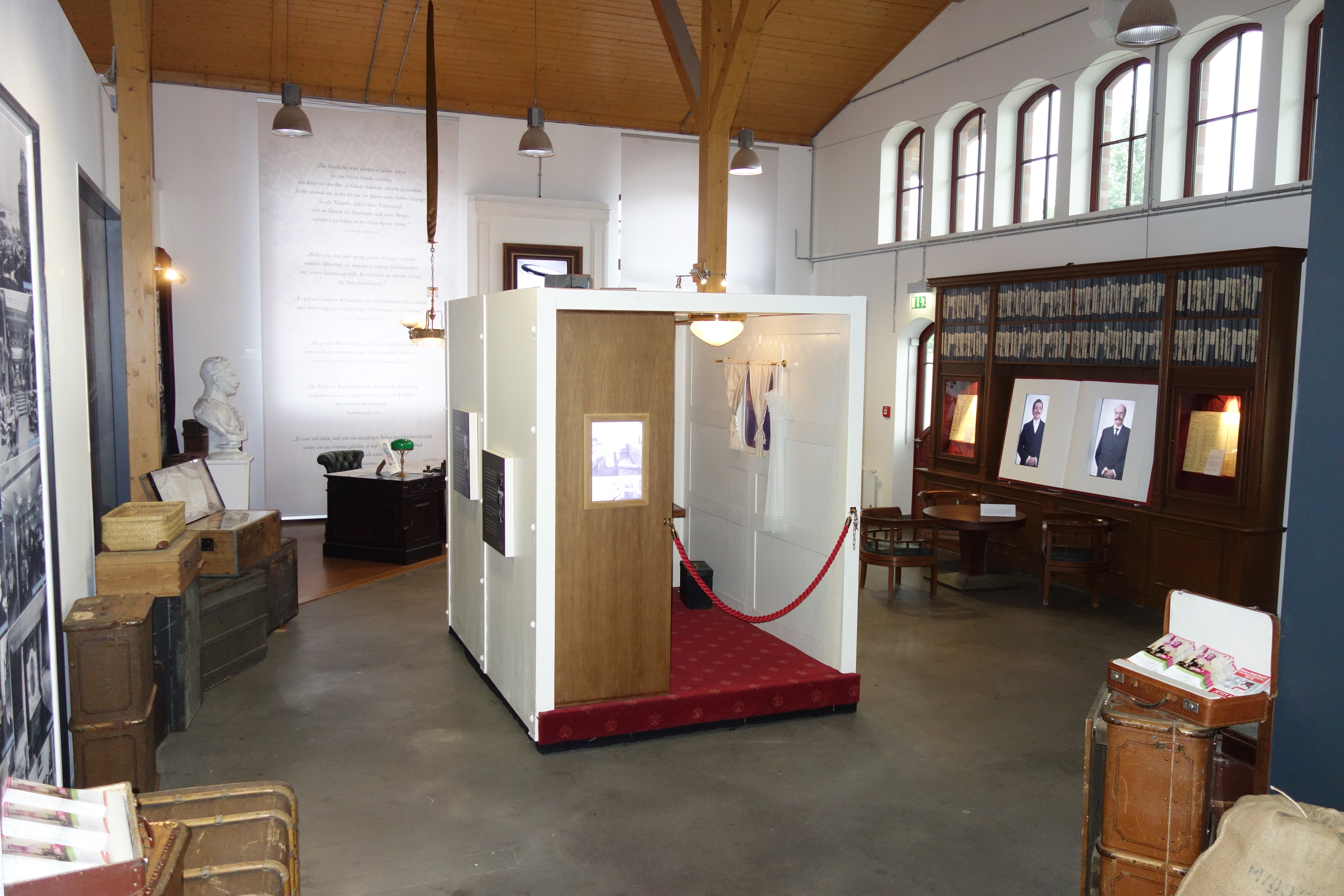
Ausstellungsraum in Haus 1 nach dem Umbau
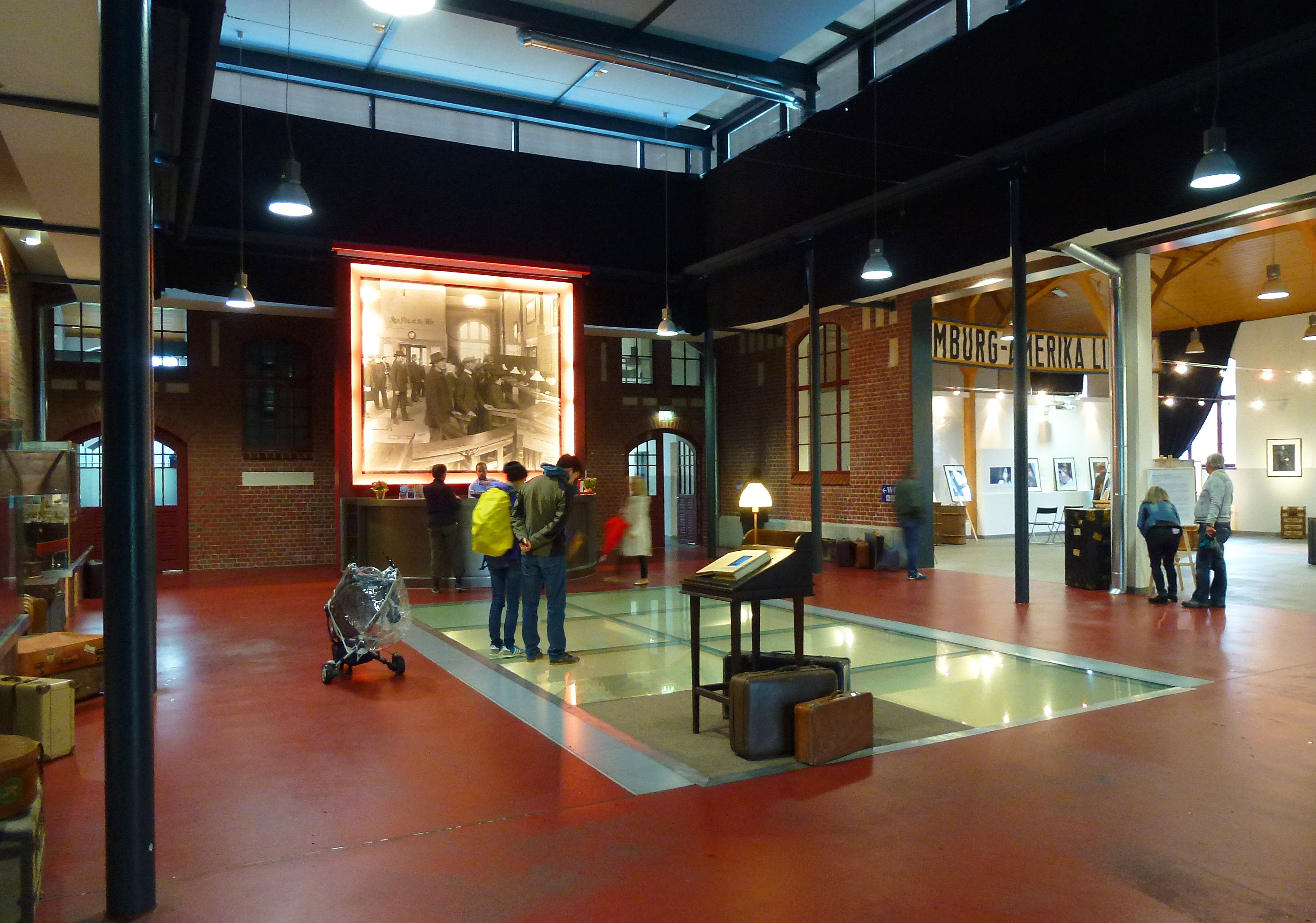
Eingangsbereich bis März 2016
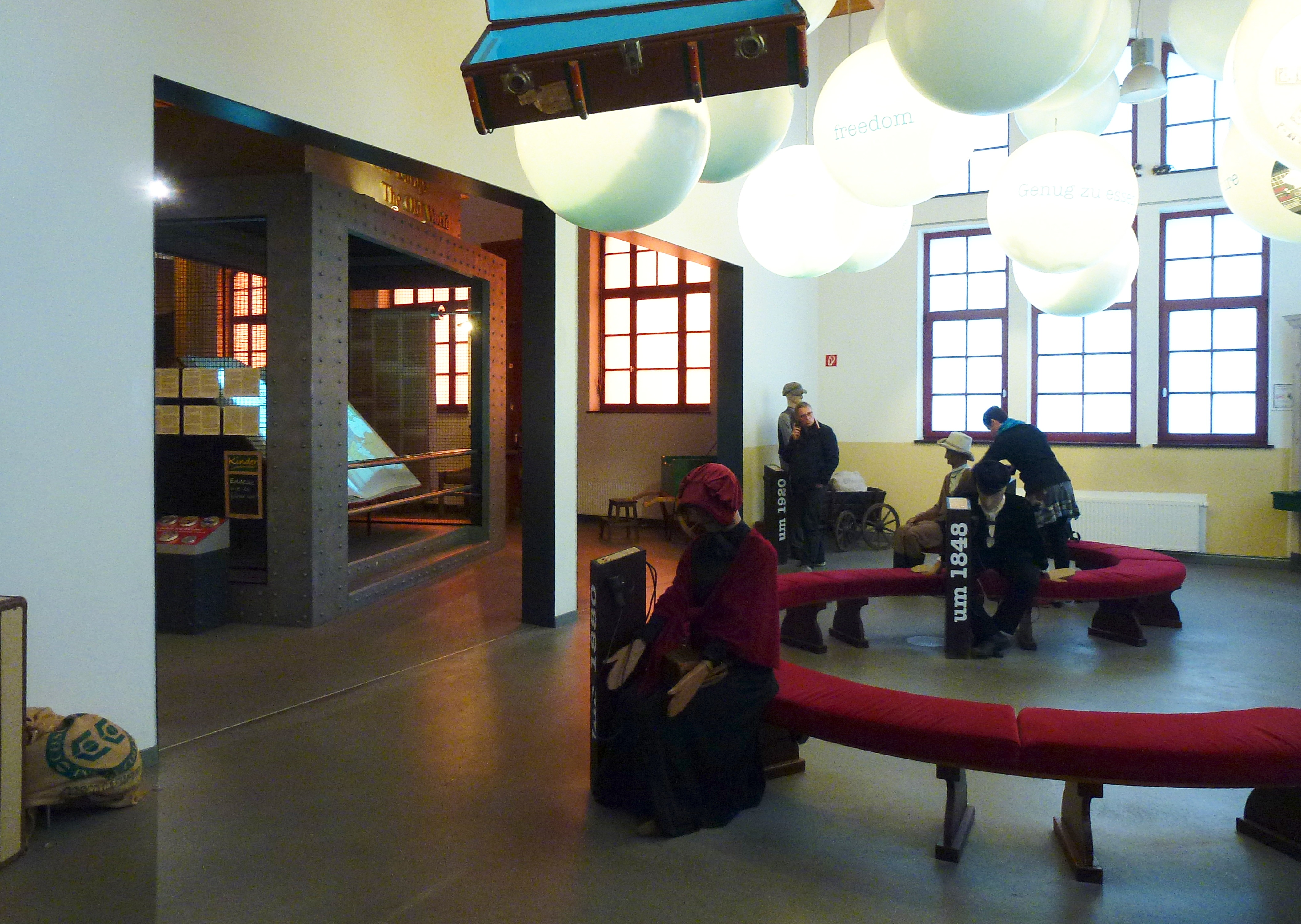
Ausstellung in Haus 2 vor dem Umbau
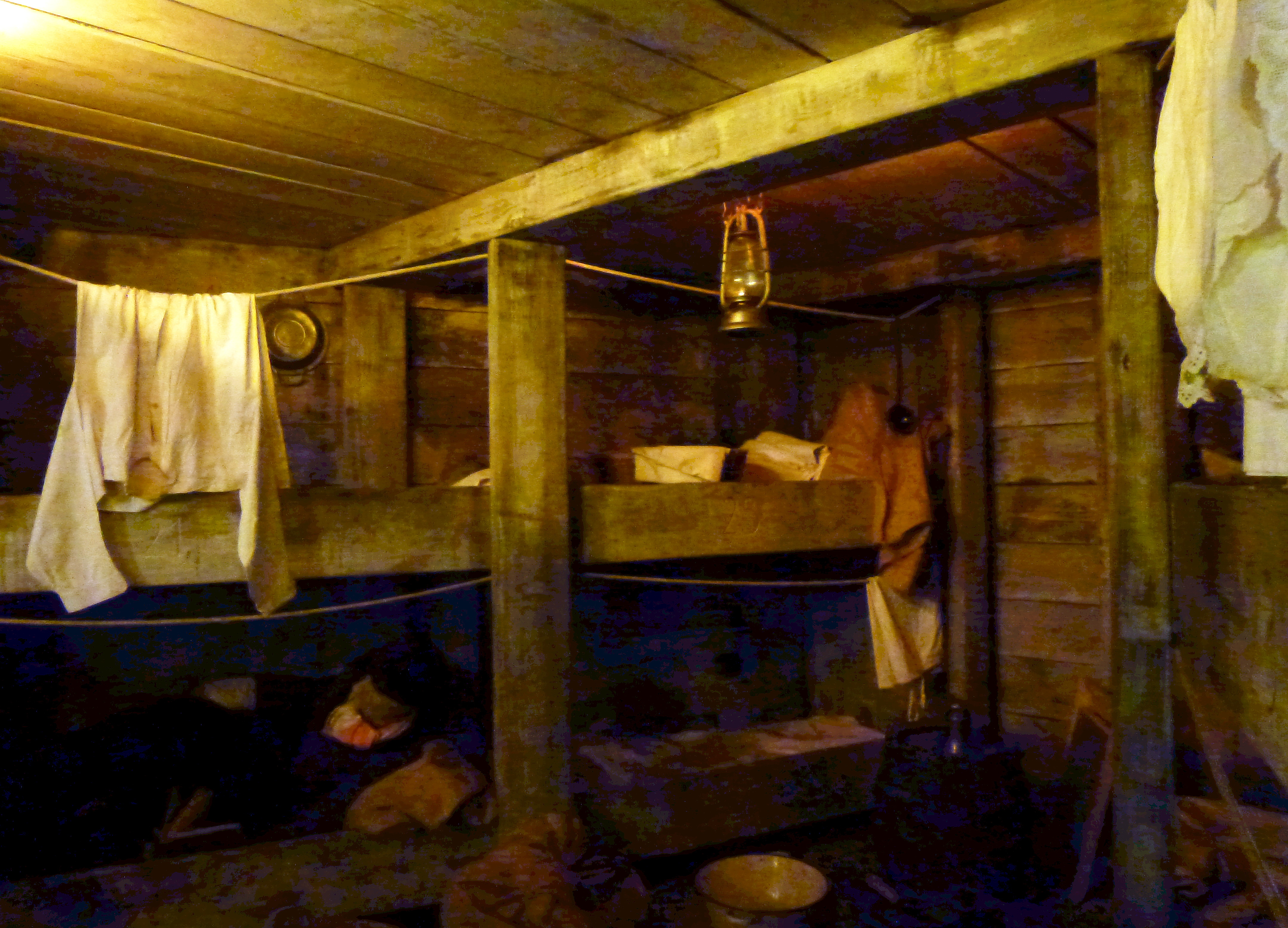
Kojen, dritte Klasse
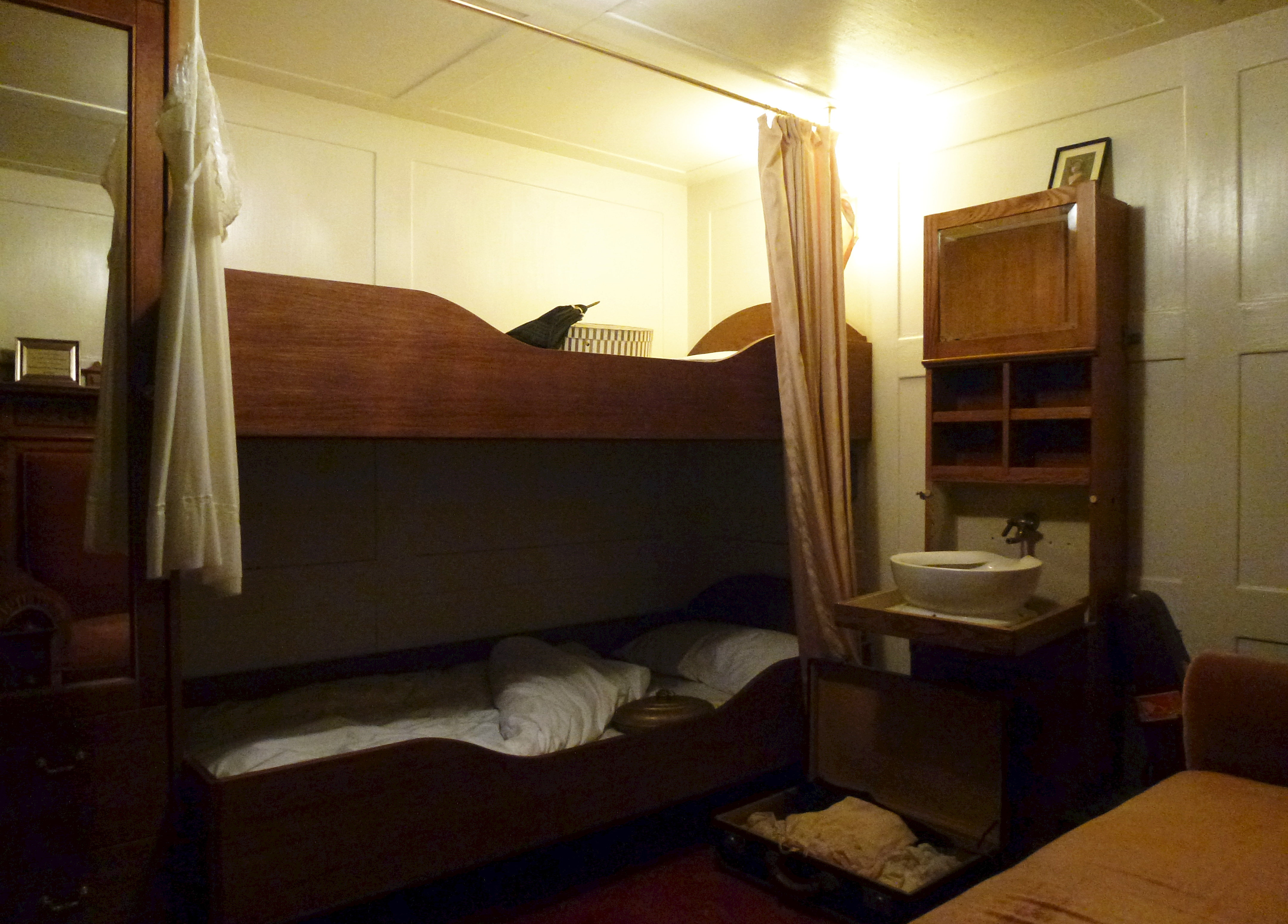
Kojen, zweite Klasse
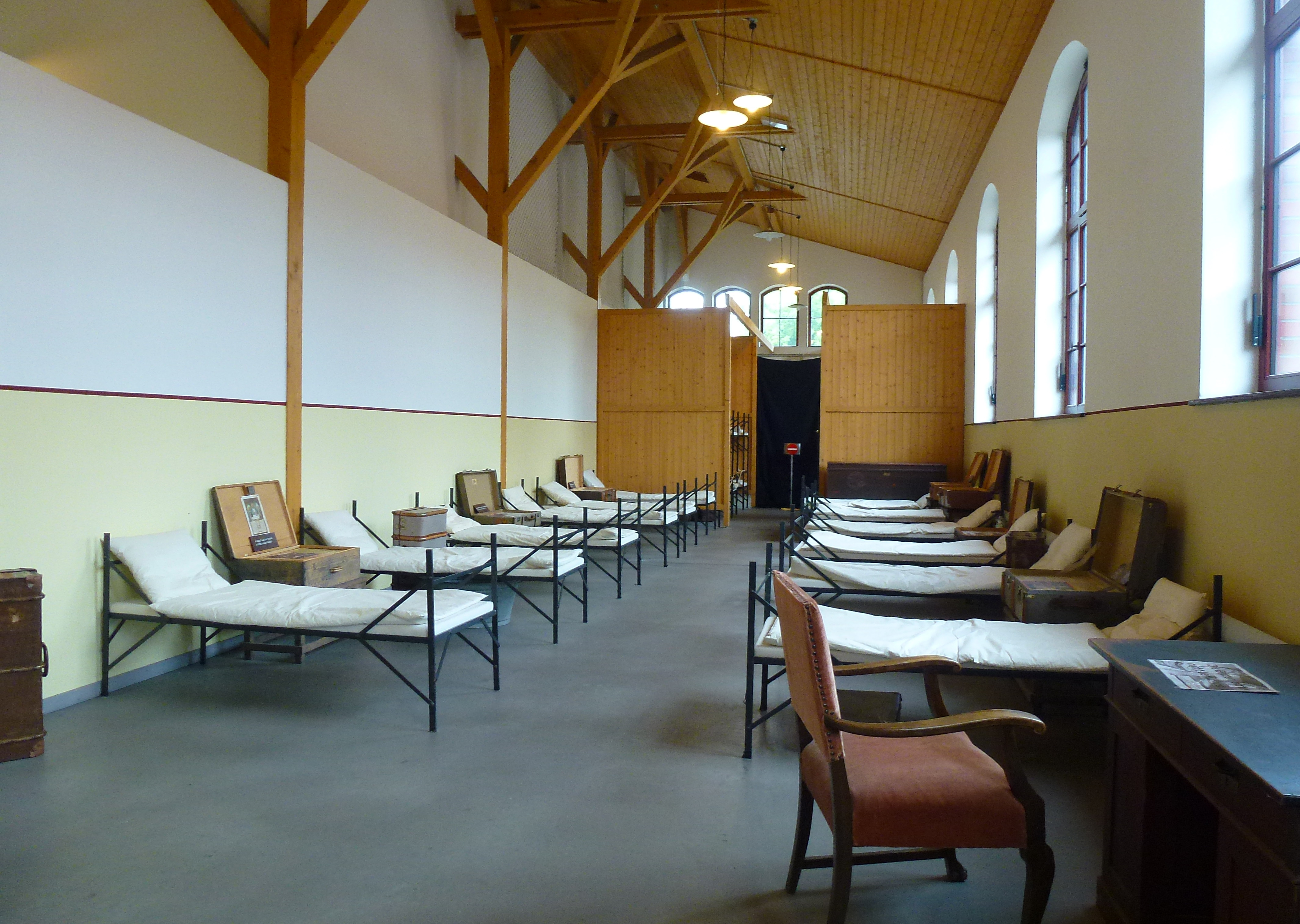
Rekonstruierter Schlafsaal vor dem Umbau
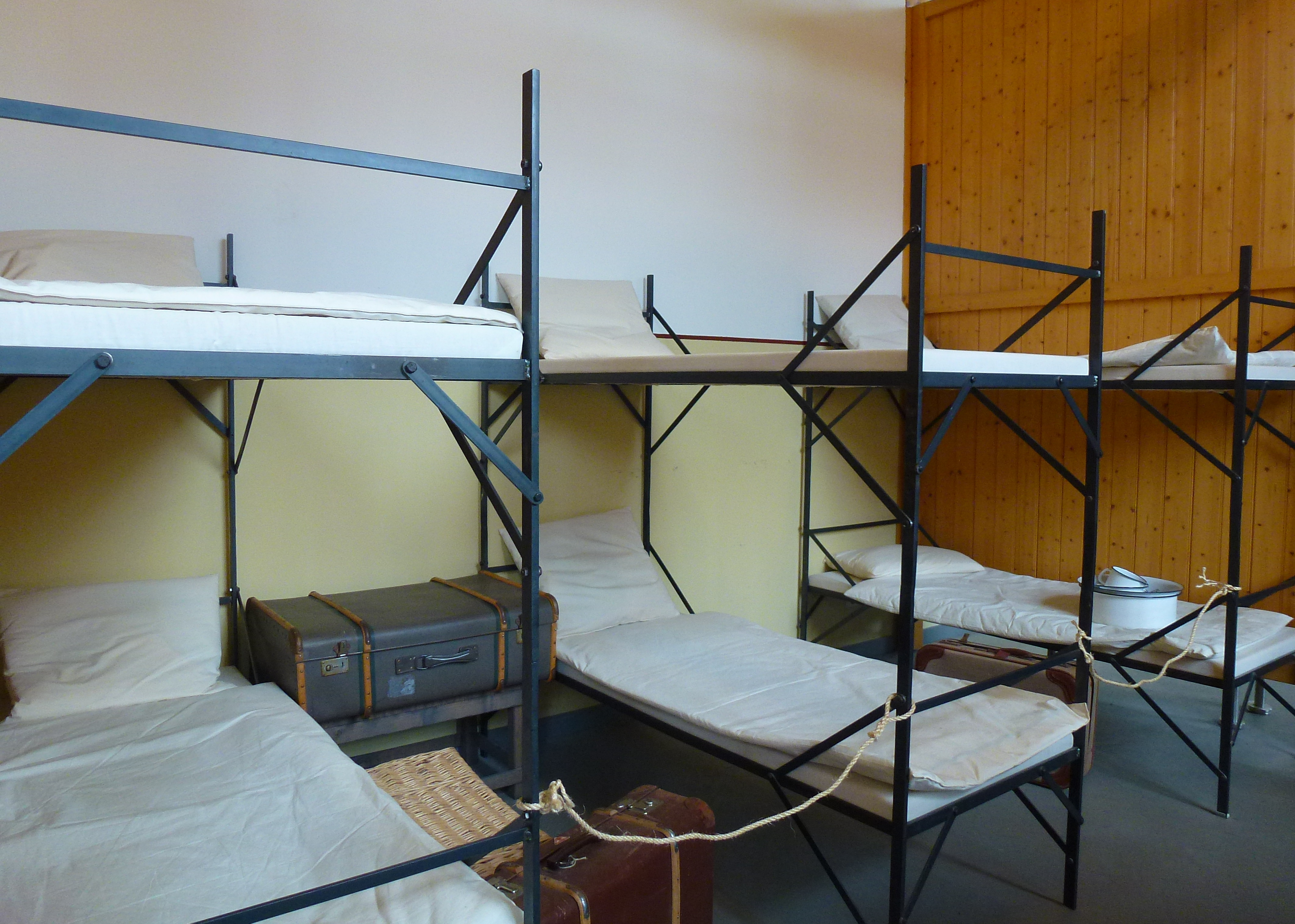
Rekonstruierter Schlafsaal vor dem Umbau
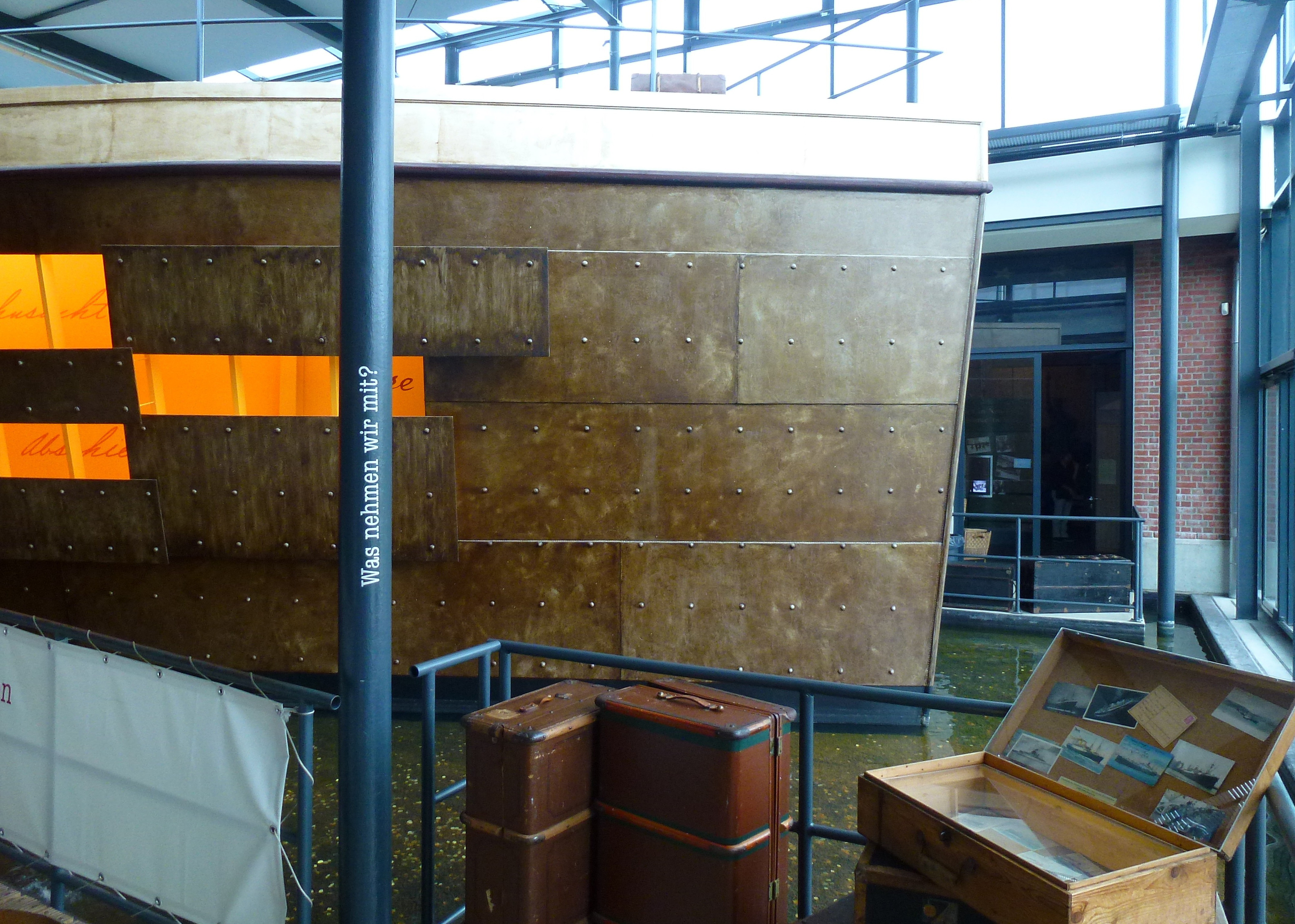
Auswandererschiff, Modell
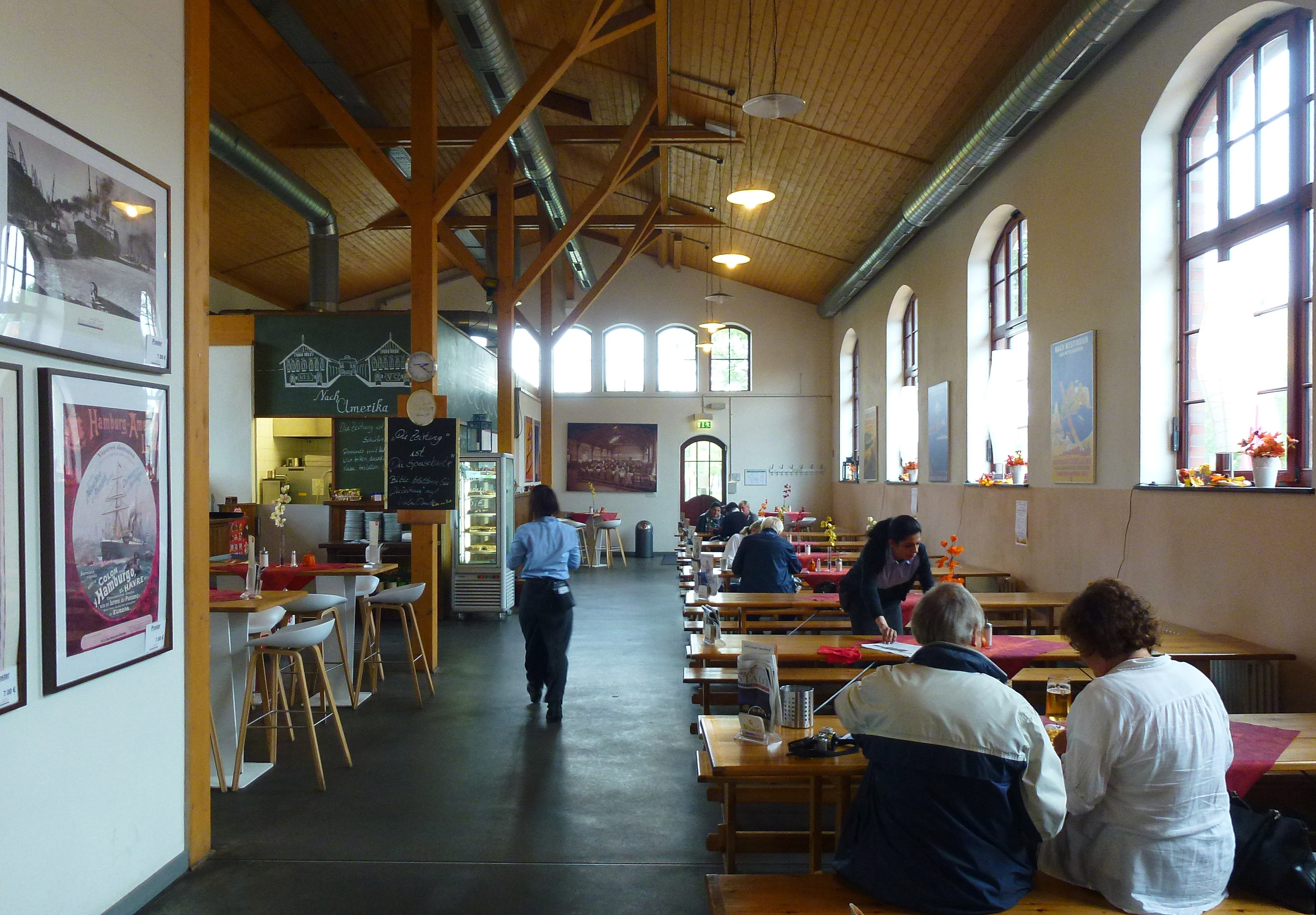
Restaurant vor dem Umbau
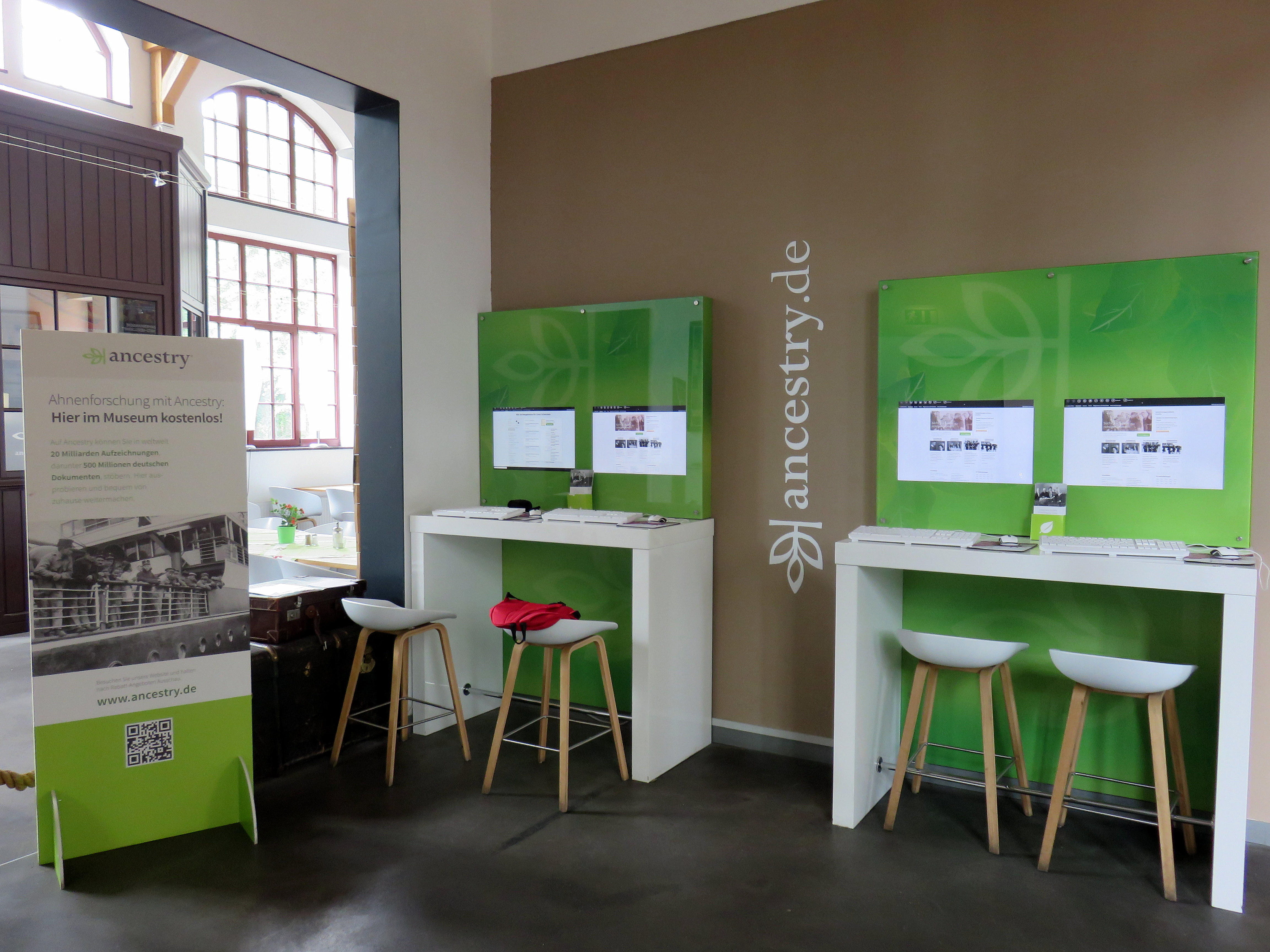
Computer-Station für Familienforschung, 2018